# 和田悠一郎
和田 悠一郎（わだ ゆういちろう、1999年8月30日 - ）は、ジャパンラグビーリーグワントヨタヴェルブリッツに所属するラグビー選手。

## プロフィール
- ポジションはウィング(WTB)。
- 身長 178 cm、体重 78 kg
- ジュニア・ジャパンに選ばれたことがある。
- U20日本代表に選ばれたことがある[1]。

## 略歴
2018年、東海大大阪仰星高校卒業後、同志社大学に入る。
2022年、同志社大学卒業後、トヨタヴェルブリッツに加入。
2023年5月、グリーン・アイランドRFCに派遣された。
2024年2月17日に行われたJAPAN RUGBY LEAGUE ONE第7節三重ホンダヒート戦にて途中出場でリーグワン公式戦初出場を果たした。